# Арзамасский конноегерский полк
Арзамасский конноегерский полк (до 1812 года — Арзамасский драгунский полк) — кавалерийская воинская часть Русской императорской армии.

## История полка
Арзамасский драгунский полк сформирован 24 июля 1806 года полковником И. А. Хрущовым в Медыни, Мещовске, Мосальске, Серпейске и Юхнове из 4-го и 5-го эскадронов Иркутского драгунского полка и рекрутов. Приписан к 18-й пехотной дивизии. 16 декабря 1806 года присвоена форма драгунского образца (воротник светло-зеленый, выпушка, обшлага и погоны бирюзовые, пуговицы белые).
31 марта 1807 пожалованы штандарты образца 1803 года (один белый с зелеными углами и четыре зеленых с белыми углами, все с золотым шитьем и бахромой).
12 октября 1811 года зачислен в 16-ю бригаду 5-й кавалерийской дивизии. В начале 1812 года в составе дивизии входил в кавалерийский корпус К. О. Ламберта 3-й Резервной Обсервационной армии. Участвовал во взятии Борисова.
17 декабря 1812 преобразован в Арзамасский конноегерский полк в составе 1-й конноегерской дивизии (4-й резервный кавалерийский корпус). Штандарты сданы на хранение в арсенал. Присвоено светло-синее приборное сукно и белые пуговицы.
11 марта 1816 года Высочайшим повелением установлено старшинство с 1806 года. 26 октября того же года полк переведен во 2-ю конноегерскую дивизию. 1 февраля 1817 года в составе дивизии переведено во вновь созданный 5-й резервный кавалерийский корпус и расквартирован в г. Козлов.
В 1831 полк участвовал в подавлении польского восстания, был в бою у Лива.
20 декабря 1828 года на пуговицы и гербы присвоен № 7.
21 марта 1833 года расформирован, эскадроны присоединены к другим полкам:
- 1-й и 2-й — в Ямбургский уланский полк,
- 3-й, 4-й, 6-й и пеший резерв — в Тверской драгунский полк,
- 5-й — в Новороссийский драгунский полк.

## Шефы
- 28.09.1806 — 01.09.1814 — полковник (с 24.05.1807 генерал-майор) Хрущов, Иван Алексеевич

## Командиры
- 25.09.1807 — 02.06.1809 — майор (с 12.12.1807 подполковник) Дерпер
- 19.11.1809 — 17.01.1811 — подполковник Фалецкий
- 01.06.1815 — 17.01.1820 — полковник Томиловский, Андрей Степанович
- 19.02.1820 — 10.05.1828 — полковник Бердяев, Михаил Николаевич
- 18.11.1828 — 21.03.1833 — полковник Гостомилов

## Знаки отличия полка
Простые штандарты, пожалованные эскадронам полка в 1807 году. После переформирования в 1812 году в конноегерский полк штандарты сданы на хранение.
В период 1812—1833 годов знаков отличия не имел.

## Известные люди, служившие в полку
- Петровский, Андрей Андреевич
- Языков, Дмитрий Семёнович

## Другие части того же имени
- 1-й Арзамасский драгунский полк — так назывался в феврале — ноябре 1727 года по месту дислокации прежний Гренадерский драгунский полк Хлопова (сф. 1709), в ноябре 1727 года назван Ревельским драгунским полком (расформирован в 1771).
- 2-й Арзамасский драгунский полк — так назывался в феврале — ноябре 1727 года по месту дислокации Киевский драгунский полк (сф. 1700 как полк Шкевенца), в конце 1727 года вновь назван Киевским драгунским полком (расформирован в 1775).
- Арзамасский драгунский полк — создан 18 сентября 1856 года из половины Финляндского драгунского полка; 14 мая 1860 года обращён на укомплектование Малороссийского драгунского полка.
- Арзамасская инвалидная команда Корпуса внутренней стражи. Сформирована 27 апреля 1811 года, упразднена в 1881 году, именуясь Арзамасской местной командой.
- 469-й пехотный Арзамасский полк — сформирован к концу 1915 года приказом от 6 июня 1915 года.